# Kabinet-John Quincy Adams
Het kabinet–John Quincy Adams was de uitvoerende macht van de Amerikaanse overheid van 4 maart 1825 tot 4 maart 1829. Minister van Buitenlandse Zaken John Quincy Adams uit Massachusetts van de Democratisch-Republikeinse Partij, de oudste zoon van voormalig president John Adams en "Founding Father, werd gekozen als de 6e president van de Verenigde Staten na het winnen van de presidentsverkiezingen van 1824 over partijgenoten, senator voor Tennessee Andrew Jackson, een voormalig generaal tijdens de Oorlog van 1812, minister van Financiën William Crawford uit Georgia en voorzitter van het Huis van Afgevaardigden Henry Clay uit Kentucky.
Adams werd verslagen in de verkiezing voor een tweede termijn in 1828 door de Democratische kandidaat, oud-partijgenoot en rivaal van de vorige verkiezing Andrew Jackson. De Democratisch-Republikeinse Partij was verdeeld geraakt na de controversiële uitslag van de vorige verkiezing en opgesplitst in twee nieuwe partijen, de sociaal-conservatieven Democratische Partij onder leiding van Jackson en de klassiek-liberalen Nationale Republikeinse Partij onder het leiderschap Adams en Clay; ook de Federalistische Partij sloot zich aan bij de Nationale Republikeinse Partij. De Nationale Republikeinse Partij ging in 1833 op in de Whig Partij, de voorloper van de hedendaagse Republikeinse Partij.
| Nr.     | Functie(s)   | Functie(s)                            | Ambtsbekleder     | Ambtsbekleder                 | Ambtstermijn      | Ambtstermijn     | Partij(en)   |
| ------- | ------------ | ------------------------------------- | ----------------- | ----------------------------- | ----------------- | ---------------- | ------------ |
| 6       |              | President van de Verenigde Staten     | John Quincy Adams | John Quincy Adams (1767–1848) | 4 maart 1825      | 4 maart 1829     | DR (1825–28) |
| 6       | NR (1828–29) | President van de Verenigde Staten     | John Quincy Adams | John Quincy Adams (1767–1848) | 4 maart 1825      | 4 maart 1829     |              |
| 7       |              | Vicepresident van de Verenigde Staten | John Calhoun      | John Calhoun (1782–1850)      | 4 maart 1825      | 28 december 1832 | DR (1825–28) |
| 7       | D (1828–29)  | Vicepresident van de Verenigde Staten | John Calhoun      | John Calhoun (1782–1850)      | 4 maart 1825      | 28 december 1832 |              |
| Kabinet |              |                                       |                   |                               |                   |                  |              |
| Nr.     | Functie(s)   | Functie(s)                            | Ambtsbekleder     | Ambtsbekleder                 | Ambtstermijn      | Ambtstermijn     | Partij(en)   |
| [ 2 ]   |              | Minister van Buitenlandse Zaken       |                   | Daniel Brent (1770–1841)      | 4 maart 1825      | 6 maart 1825     | O            |
| 9       |              | Minister van Buitenlandse Zaken       | Henry Clay        | Henry Clay (1777–1852)        | 6 maart 1825      | 4 maart 1829     | DR (1825–28) |
| 9       | NR (1828–29) | Minister van Buitenlandse Zaken       | Henry Clay        | Henry Clay (1777–1852)        | 6 maart 1825      | 4 maart 1829     |              |
| 7       |              | Minister van Financiën                | William Crawford  | William Crawford (1772–1834)  | 22 oktober 1816   | 6 maart 1825     | DR           |
| 8       |              | Minister van Financiën                | Richard Rush      | Richard Rush (1780–1859)      | 6 maart 1825      | 4 maart 1829     | F (1825–28)  |
| 8       | NR (1828–29) | Minister van Financiën                | Richard Rush      | Richard Rush (1780–1859)      | 6 maart 1825      | 4 maart 1829     |              |
| 11      |              | Minister van Oorlog                   | James Barbour     | James Barbour (1775–1842)     | 4 maart 1825      | 23 mei 1828      | DR (1825–28) |
| 11      | NR (1828–29) | Minister van Oorlog                   | James Barbour     | James Barbour (1775–1842)     | 4 maart 1825      | 23 mei 1828      |              |
| 12      |              | Minister van Oorlog                   | Peter Porter      | Peter Porter (1773–1844)      | 23 mei 1828       | 8 maart 1829     | NR           |
| 7       |              | Minister van de Marine                | Samuel Southard   | Samuel Southard (1787–1824)   | 16 september 1823 | 4 maart 1829     | DR (1823–28) |
| 7       | NR (1828–29) | Minister van de Marine                | Samuel Southard   | Samuel Southard (1787–1824)   | 16 september 1823 | 4 maart 1829     |              |
| 9       |              | Minister van Justitie                 | William Wirt      | William Wirt (1772–1834)      | 13 november 1817  | 4 maart 1829     | DR (1817–28) |
| 9       | AM (1828–29) | Minister van Justitie                 | William Wirt      | William Wirt (1772–1834)      | 13 november 1817  | 4 maart 1829     |              |
| 8       |              | Minister van Posterijen               | John McLean       | John McLean (1785–1861)       | 26 juni 1823      | 4 maart 1829     | DR (1823–28) |
| 8       | NR (1828–29) | Minister van Posterijen               | John McLean       | John McLean (1785–1861)       | 26 juni 1823      | 4 maart 1829     |              |

Washington ·
J. Adams ·
Jefferson ·
Madison ·
Monroe ·
J.Q. Adams ·
Jackson ·
Van Buren ·
W.H. Harrison ·
Tyler ·
Polk ·
Taylor ·
Fillmore ·
Pierce ·
Buchanan ·
Lincoln ·
A. Johnson ·
Grant ·
Hayes ·
Garfield ·
Arthur ·
Cleveland I ·
B. Harrison ·
Cleveland II ·
McKinley ·
T. Roosevelt ·
Taft ·
Wilson ·
Harding ·
Coolidge ·
Hoover ·
F.D. Roosevelt ·
Truman ·
Eisenhower ·
Kennedy ·
L.B. Johnson ·
Nixon ·
Ford ·
Carter ·
Reagan ·
G.H.W. Bush ·
Clinton ·
G.W. Bush ·
Obama ·
Trump I ·
Biden ·
Trump II